# Helixanthera brevicalyx
Helixanthera brevicalyx är en tvåhjärtbladig växtart som beskrevs av Danser. Helixanthera brevicalyx ingår i släktet Helixanthera och familjen Loranthaceae. Inga underarter finns listade i Catalogue of Life.